# Les Valls Seques

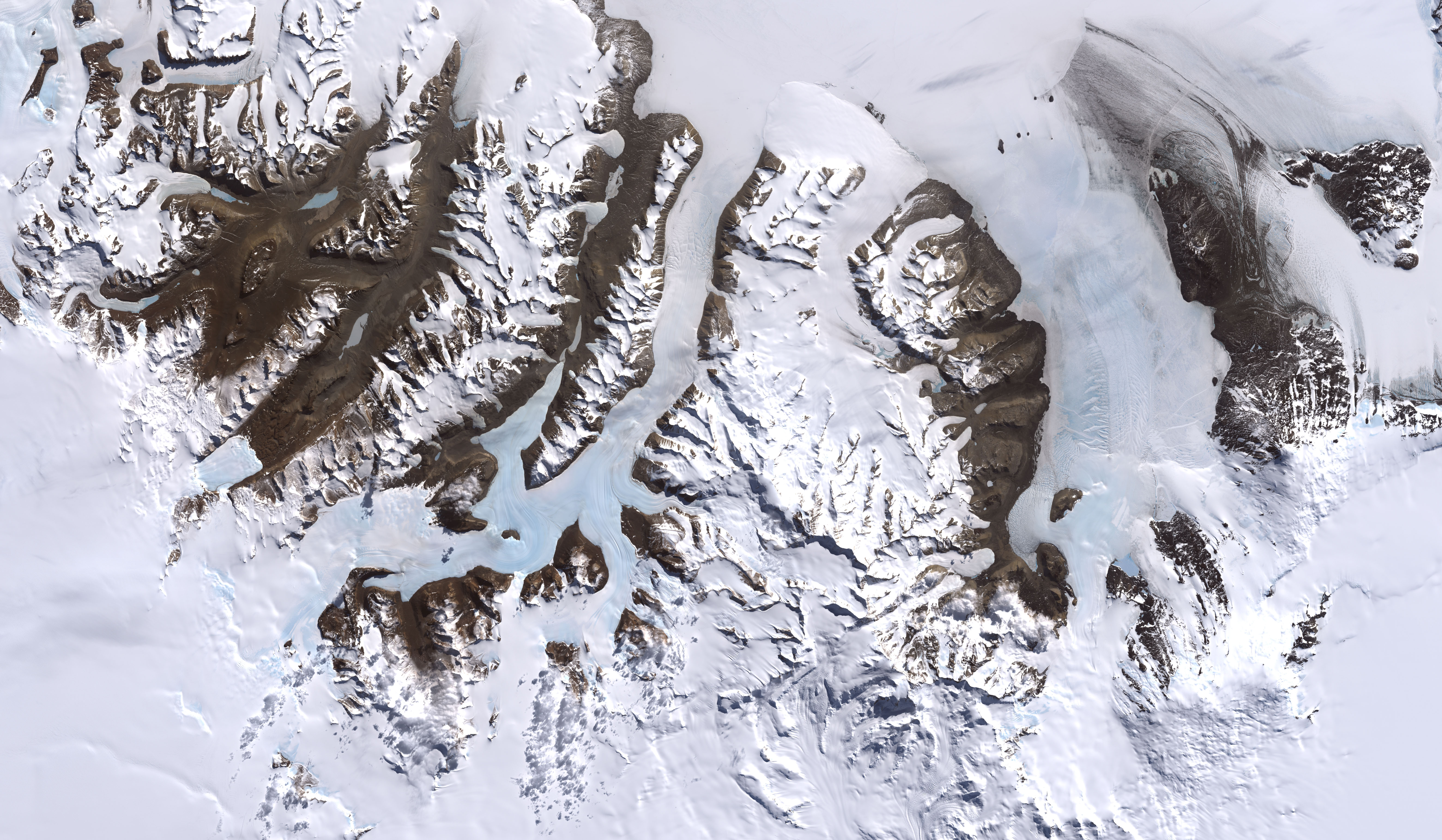
Les Valls Seques de McMurdo, sèrie d'imatges del Landsat 7 adquirides el 18 de desembre de 1999

Les Valls Seques de McMurdo són una extensa zona no glaçada de l'Antàrtida, d'uns 15.000 km², situada a l'oest de les bases neozelandeses i estatunidenques de McMurdo Sound. El glaç no les cobreix, per això tenen un gran interès científic, ja que resulten úniques per a la recerca de la història de la Terra i l'adaptació de la vida a medis extrems.
El 3 de juny del 2004, Nova Zelanda i els Estats Units van establir un nou estatut per preservar-ne els valors faunístics, ecològics i estètics.

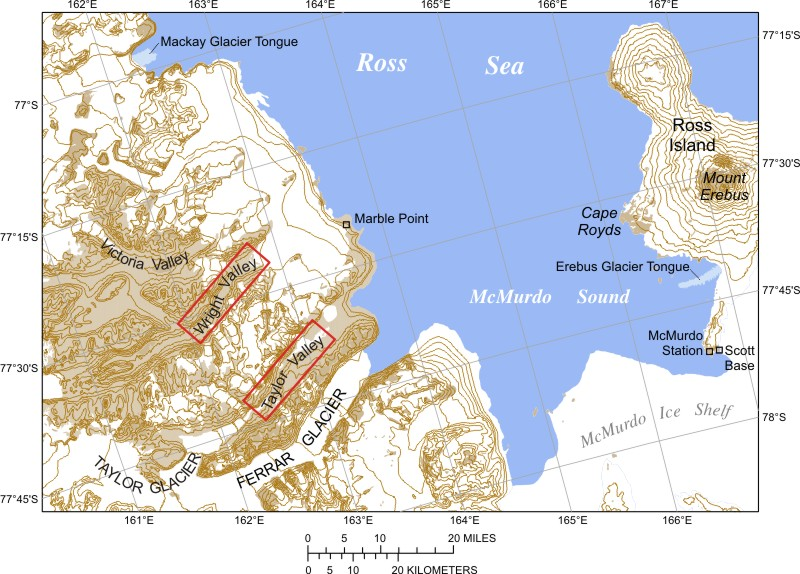
Mapa de les Valls Seques i de la badia de McMurdo

## Les valls seques i el planeta Mart
Les valls fredes i seques i amb el sòl salí de McMurdo presenten taques humides a la primavera malgrat no haver ni fusió de la neu ni la possibilitat de pluja. Segons un estudi fet per la Universitat Estatal d'Oregon i publicat el febrer de 2012 per la revista científica Geophysical Research Letters, aquests sòls salins capturen humitat directament de l'atmosfera i aquest procés també podria tenir lloc al planeta Mart i a altres planetes. Els investigadors exposen que si bé amb la sal comuna cal un dia sencer amb un 75% d'humitat relativa en l'atmosfera perquè la sal quedi humida, amb la sal de clorur de calci només en cal el 35%. Els investigadors de la Portland State University i Ohio State University, van comprovar que els sòls humits creats per aquest fenomen tenien de 3 a 5 vegades més contingut d'aigua que els sòls del voltant i a més tenien més matèria orgànica, incloent microbis, situació que podria augmentar el potencial de vida a Mart, ja que els sòls salins també es presenten a Mart.